# U 186
U 186 war ein deutsches U-Boot vom Typ IX C/40, das durch die Kriegsmarine während des U-Boot-Krieges im Zweiten Weltkrieg im Nordatlantik eingesetzt wurde.

## Geschichte
Das Boot war eines von insgesamt 36 Booten des Typs IX C/40, die auf der Deschimag Werft in Bremen gefertigt wurden. Die Deschimag war seit 1934, zunächst noch unter Umgehung der Bestimmungen des Versailler Vertrages, mit dem Bau von U-Booten beauftragt. U 186 gehörte zum 15. Bauauftrag, der an diese Werft erging. Es wurde am 23. Juli 1942 unter dem Kommando von Kapitänleutnant Siegfried Hesemann in Dienst gestellt.
Am 31. Dezember 1942 lief Kommandant Hesemann zu seiner ersten Feindfahrt mit diesem Boot von Kiel aus. Das Boot operierte auf dieser Unternehmung westlich von Irland und in den Seegebieten bei Grönland und Neufundland. Am 5. März lief U 186 in Lorient ein, dem Stützpunkt der 10. U-Flottille, der das Boot seit Dezember 1942 angehörte. Am 17. April lief U 186 von hier aus zu seiner zweiten Unternehmung aus. Das Boot patrouillierte bis zu seiner Versenkung am 12. Mai 1943 im mittleren Nordatlantik.

## Versenkung
U 186 war Teil einer U-Bootgruppe, die am 11. Mai 1943 nach den Maßgaben der von Karl Dönitz entwickelten Rudeltaktik den Geleitzug SC 129 angriff, der von der britischen B-2 Escortgroup geschützt wurde. Der britische Zerstörer Hesperus, der zur Geleitsicherung des Konvois gehörte, spürte U 186 nach einer erfolgreichen Huff-Duff-Peilung mit ASDIC auf und attackierte das U-Boot mit Wasserbomben. Während des Angriffs kam U 186 für kurze Zeit an die Oberfläche und funkte eine Meldung, dann tauchte es erneut. Die Versenkung wurde anhand auftreibender Trümmerteile festgestellt. Keines der Besatzungsmitglieder von U 186 überlebte die Versenkung des Bootes.